# Политехнический университет Бухареста
Политехнический университет Бухареста (рум. Universitatea Politehnica din București) — один из крупнейших университетов Румынии, имеющий 15 факультетов и около 25000 студентов. В 2011 году был отнесен к первой категории румынских вузов по образованию и исследованиям.

## История

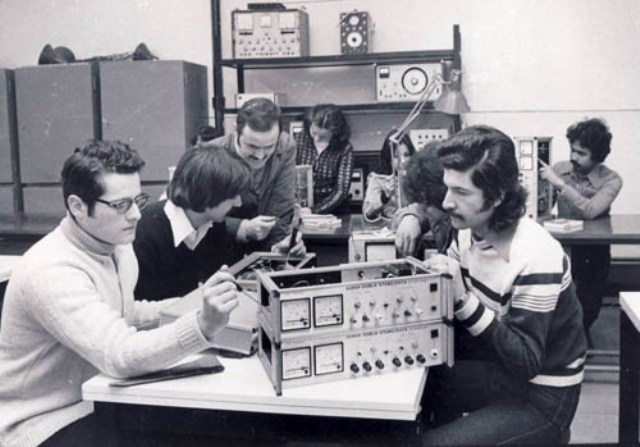
Одна из лабораторий университета, 1979 год

Политехнический университет в Бухаресте является одним из старейших и престижных вузов Румынии. Его основание относится к 1818 году, когда румынский общественный деятель Георгий Лазарь основал в монастыре Святого Саввы школу с техническим образованием (техникум). В 1832 году школа была преобразована в колледж Святого Саввы (рум. Colegiul de la Sfântul Sava).
1 октября 1864 год на основе была создана Школа мостов, дорог, шахт и архитектуры (рум. Școala de Poduri și Șosele, Mine și Arhitectură), которая 30 октября 1867 года стала Школой мостов, дорог и шахт (рум. Școala de Poduri, Șosele și Mine) с длительность обучения пять лет.
Под руководством Георгия Дука, 1 апреля 1881 года, учебное учреждение обрело новую структуру с названием Национальная школа мостов и дорог (рум. Școala Națională de Poduri și Șosele), а 10 июня 1920 года вуз был преобразован в Политехническую школу Бухареста (рум. Școala Politehnica din București), имея в своём составе четыре отделения — строительное, электромеханическое, шахт и металлургии, химической промышленности. В ноябре этого же года название учебного заведения изменили на Политехнический в Бухаресте (рум. Politehnica din București или Politehnica Carol II of Bucharest).
3 августа 1948 года название вуза приобрело более конкретный вид Политехнический институт в Бухаресте (рум. Institutul Politehnic din București), который включал четыре факультета — механический, электротехнический, химический и текстильный. На основании резолюции Сената Румынии, в ноябре 1992 года, институт получил название, существующее по настоящее время — Политехнический университет в Бухаресте (рум. Universitatea Politehnica din București).

## Факультеты
По состоянию на 2016 год обучение в университете проводится на следующих факультетах:
- Факультет электротехники
- Факультет энергетики
- Факультет автоматики и информатики[рум.]
- Факультет электроники, телекоммуникаций и информационных технологий
- Факультет машиноведения и мехатроники
- Факультет управления технологическими системами
- Факультет биотехнических систем инженерии
- Факультет транспорта
- Факультет аэрокосмической техники
- Факультет материаловедения
- Факультет прикладной химии
- Факультет иностранных языков
- Факультет прикладных наук
- Факультет медицинской техники
- Факультет предпринимательства, инжиниринга и управления бизнесом

## Выпускники
Некоторыми из многочисленных выпускников университета являются:
- Джоанэ, Мирча Дан — политик, спикер Сената
- Илиеску, Ион — Президент Румынии в 1990—1996 и 2000—2004 годах
- Каранфил, Николае Георге – румынский политический и государственный деятель
- Кишинёвский, Марк Хаимович — советский учёный-химик, заслуженный деятель науки и техники Молдавской ССР
- Либреску, Ливиу — математик, специалист в области аэродинамики
- Николаеску, Серджиу — режиссёр, сценарист и актёр
- Пачепа, Ион Михай — генерал Секуритате, бежавший в США
- Прунариу, Думитру Дорин — космонавт, Герой Румынии и Герой Советского Союза
- Роман, Петре — политик, премьер-министр в 1989—1991, деятель Румынской революции 1989 года
- Фортуна, Лорин — информатик, деятель Румынской революции 1989 года

## Ректоры
- 1 декабря 1938—9 октября 1940 Николае Василеску-Карпен